# 4801 Огрже
4801 Огрже (4801 Ohře) — астероїд головного поясу, відкритий 22 жовтня 1989 року.
Тіссеранів параметр щодо Юпітера — 3,374.
Названо іменем річки Огрже (чеськ. Ohře), що протікає в Німеччині та Чехії, лівої притоки Ельби.